# Луций Петроний Сабин
Луций Петроний Сабин (лат. Lucius Petronius Sabinus) — римский государственный деятель первой половины II века.
Сабин, по всей видимости, происходил из италийского города Анконы. В 145 году он занимал должность консула-суффекта вместе с Гаем Викрием Руфом. Его сыном, очевидно, был Луций Петроний Сабин, прокуратор при Марке Аврелии и Коммоде.